# Haplosclerida
Ordre
Synonymes
- Haplosclerina
- Nepheliospongida
- Petrosida
- Petrosina

Les Haplosclerida sont un ordre d'éponges. Ce taxon compte des espèces marines et d'eau douce.

## Liste des familles
Selon World Register of Marine Species (21 mars 2016) :
- famille Calcifibrospongiidae Hartman, 1979
- famille Callyspongiidae de Laubenfels, 1936
- famille Chalinidae Gray, 1867
- famille Niphatidae van Soest, 1980
- famille Petrosiidae van Soest, 1980
- famille Phloeodictyidae Carter, 1882